# Анастасиевское сельское поселение (Ростовская область)
Анастасиевское сельское поселение — муниципальное образование в Матвеево-Курганском районе Ростовской области.
Административный центр поселения — село Анастасиевка.

## География
Муниципальное образование расположено в западной части Матвеево-Курганского района и граничит с Украиной.

## История
Значительная часть территории Миусского округа до XVIII века считалась областью Османской империи. Затем считалась спорной между донскими и запорожским казаками.
В 1746 году была установлена граница с запорожцами по реки Кальмиус, а восточная часть была причислена к владениям донских казаков указом императрицы Елизаветы Петровны. С этого момента начинается активное заселение земель казаками и малороссийскими крестьянами. К началу 1760-х годов на Дону большие площади общественных земель оказались в руках небольшой группы казачьих старшин. Этому способствовала и захватная система землепользования в донском войске. Старшины за короткое время самовластно присвоили себе право владения населёнными владениями: при том, что во всей Российской империи подобным правом пользовались только высшее сословие – дворянство. В 1763 году малороссы были обложены подушной податью с целью исправного платежа «приписные» к старшинам и станицам.
Слобода Анастасиевка, которая располагается на левой стороне реке Мокрый Еланчик основана генерал-лейтенантом Андрианом Карповичем Денисовым в октябре 1805 года. Денисов в следующем же году приобрёл в Воронежской губернии 250 душ мужского пола и поселил их на месте нынешней слободы Анастасиевки.
С 1818 года в этой слободе существовал молитвенный дом, освящённый во имя Покрова Божьей Матери. Затем была построена однопрестольная каменная церковь, освящённая в 1824 году. В 2000 году она была отреставрирована.
Хутор Марфин, расположенный также на берегу реки Мокрый Еланчик, был основан подполковником Акимом Акимовичем Карповым в 1805 году.
Так, 1805 год стал годом основания старейших сел Анастасиевского сельского поселения – Анастасиевки и Марфинки.
С 1935 года село Анастасиевка являлась районным центром.

## Населённые пункты
В состав Анастасиевского сельского поселения входят:
- село Анастасиевка,
- село Марфинка,
- хутор Рождественский,
- хутор Селезнев.

## Население
| 2010  | 2012  | 2013  | 2014  | 2015  | 2016  | 2017  |
| ----- | ----- | ----- | ----- | ----- | ----- | ----- |
| 2805  | ↘2777 | ↘2735 | ↘2684 | ↘2682 | ↘2649 | ↗2655 |
| 2018  | 2019  | 2020  | 2021  |       |       |       |
| ↘2618 | ↘2589 | ↘2545 | ↗2547 |       |       |       |